# Ostorhinchus monospilus
Ostorhinchus monospilus is een straalvinnige vissensoort uit de familie van de kardinaalbaarzen (Apogonidae). De wetenschappelijke naam van de soort is voor het eerst geldig gepubliceerd in 2002 door Fraser, Randall & Allen.